# Louis Beel
Louis Joseph Maria Beel, född 12 april 1902 i Roermond, död 11 februari 1977 i Utrecht, var en nederländsk politiker inom det kristdemokratiska Katolska Folkpartiet (KVP) som var premiärminister i två perioder, dels från 3 juli 1946 till 7 augusti 1948 och dels från 22 december 1958 till 19 maj 1959.
Beel var ursprungligen lärare, advokat och kommunalpolitiker med intresse för sociala frågor. Kort före andra världskriget invaldes han i Nederländernas andra kammare, där han blev ledare för Katolska Folkpartiets. I februari 1945 till juli 1946 var han inrikesminister i den nederländska exilregeringen i London.